# Pierre Schmitt
Pour les articles homonymes, voir Schmitt.
Pierre Schmitt (né le 19 décembre 1965) est un joueur professionnel français de hockey sur glace qui évoluait en position de défenseur.

## Statistiques
| Saison    | Équipe                    | Ligue           |    | Saison régulière | Saison régulière | Saison régulière | Saison régulière | Saison régulière |   | Séries éliminatoires | Séries éliminatoires | Séries éliminatoires | Séries éliminatoires | Séries éliminatoires |
| Saison    | Équipe                    | Ligue           | PJ | B                | A                | Pts              | Pun              | PJ               | B | A                    | Pts                  | Pun                  |                      |                      |
| 1988-1989 | Français volants de Paris | Nationale 1A    | 43 | 5                | 13               | 18               | 31               |                  |   |                      |                      |                      |                      |                      |
| 1989-1990 | Français volants de Paris | Nationale 1A    | 40 | 9                | 10               | 19               | 42               |                  |   |                      |                      |                      |                      |                      |
| 1990-1991 | Flammes bleues de Reims   | Ligue nationale | 26 | 2                | 4                | 6                | 20               | 3                | 0 | 3                    | 3                    | 4                    |                      |                      |
| 1991-1992 | Flammes bleues de Reims   | Élite           | 31 | 8                | 8                | 16               | 20               |                  |   |                      |                      |                      |                      |                      |
| 1992-1993 | Flammes bleues de Reims   | Nationale 1A    | 35 | 10               | 8                | 18               | 33               |                  |   |                      |                      |                      |                      |                      |
| 1993-1994 | Flammes bleues de Reims   | Nationale2      | 19 | 3                | 9                | 12               | 22               | 6                | 2 | 4                    | 6                    | 2                    |                      |                      |